# Snizjne
Snizjne (Oekraïens: Сніжне) is een stad in het Oekraïense oblast Donetsk. De stad, die tot 1864 Vasylivka werd genoemd, telde in 2013 ongeveer 47 duizend inwoners.

## Geschiedenis
De plaats werd in 1784 gesticht en vernoemd van de kozakkengeneraal Vasylivka. Snizjne kreeg zijn huidige naam in 1864 en de status van stad in 1938. Van oktober 1941 tot september 1943 was de stad bezet door troepen van de Duitse Wehrmacht.

### Recente geschiedenis
Tijdens de oorlog in Oost-Oekraïne viel de stad in handen van de separatisten. Op 15 juli 2014 werden een appartementencomplex en het belastingkantoor van Snizjne aangevallen door een ongeïdentificeerd vliegtuig, waarbij minstens elf doden en acht gewonden vielen. De separatisten gaven de Oekraïense luchtmacht de schuld van de aanval, maar de Oekraïense regering ontkende dit en stelde dat Oekraïne geen vluchten meer boven het gebied uitvoerde sinds daar een transportvliegtuig van het type An-26 was neergeschoten.
Op 22 juli 2014 stelden Amerikaanse inlichtingendiensten dat Malaysia Airlines-vlucht 17 was neergeschoten vanuit Snizjne met een Boek-raketsysteem. Vlucht MH17 stortte neer nabij Hrabove dat op een afstand van ongeveer vijftien kilometer van Snizjne gelegen is. Op de dag van de vliegramp is door meerdere mensen in het aangrenzende Torez een Boek-systeem gesignaleerd, dat op weg was naar Snizjne. Ook waren er getuigen die verklaarden dat het systeem van een dieplader werd gelost in Snizjne. De bemanning zou een Russisch accent hebben gehad.